# Synagoga Chóralna w Kownie
Synagoga Chóralna w Kownie (lit. Kauno Choralinė sinagoga) – synagoga znajdująca się w Kownie przy ulicy Elizy Orzeszkowej 17 (lit. Ožežkienės).
Synagoga została zbudowana w latach 1871–1872 według projektu Justyna Golinewicza. Podczas II wojny światowej została zdewastowana przez hitlerowców. Była jedyną spośród 36 żydowskich synagog w mieście, która przetrwała czasy Holocaustu. Obecnie służy jako główny dom modlitwy lokalnej gminy żydowskiej. Nabożeństwa odbywają się regularnie we wszystkie szabaty oraz święta.

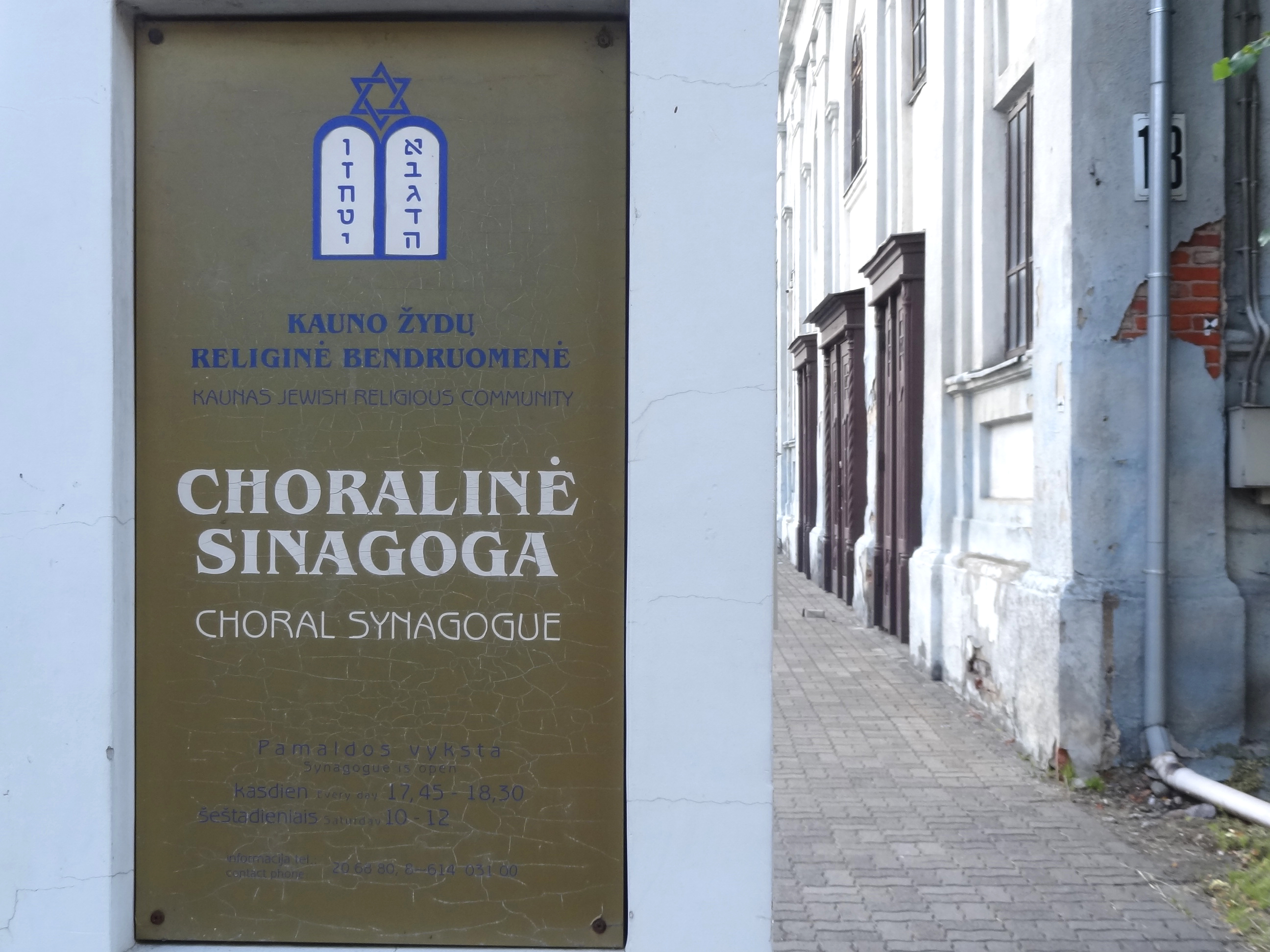
Tablica u wejścia
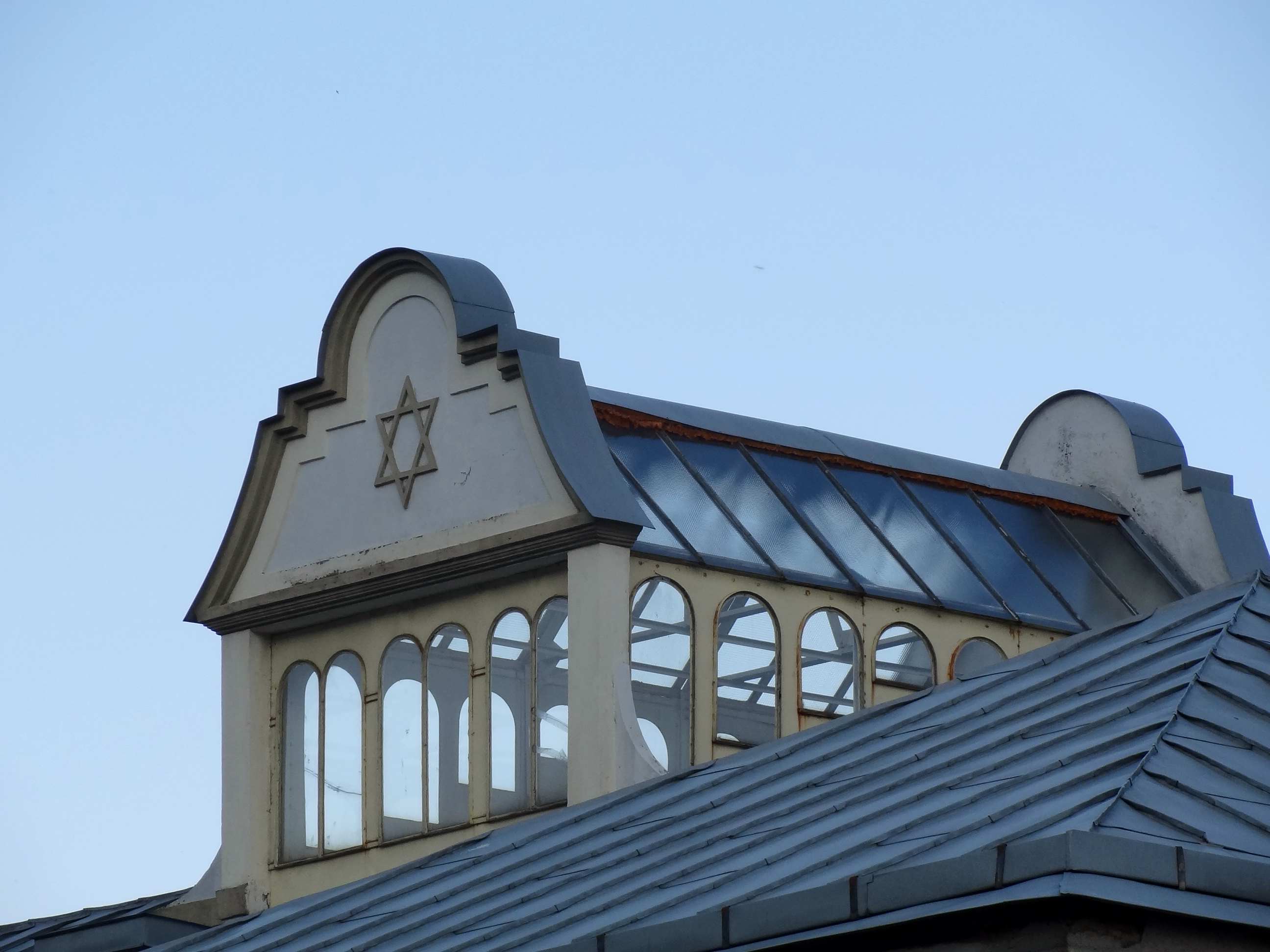
NAdbudowa oświetlająca na dachu
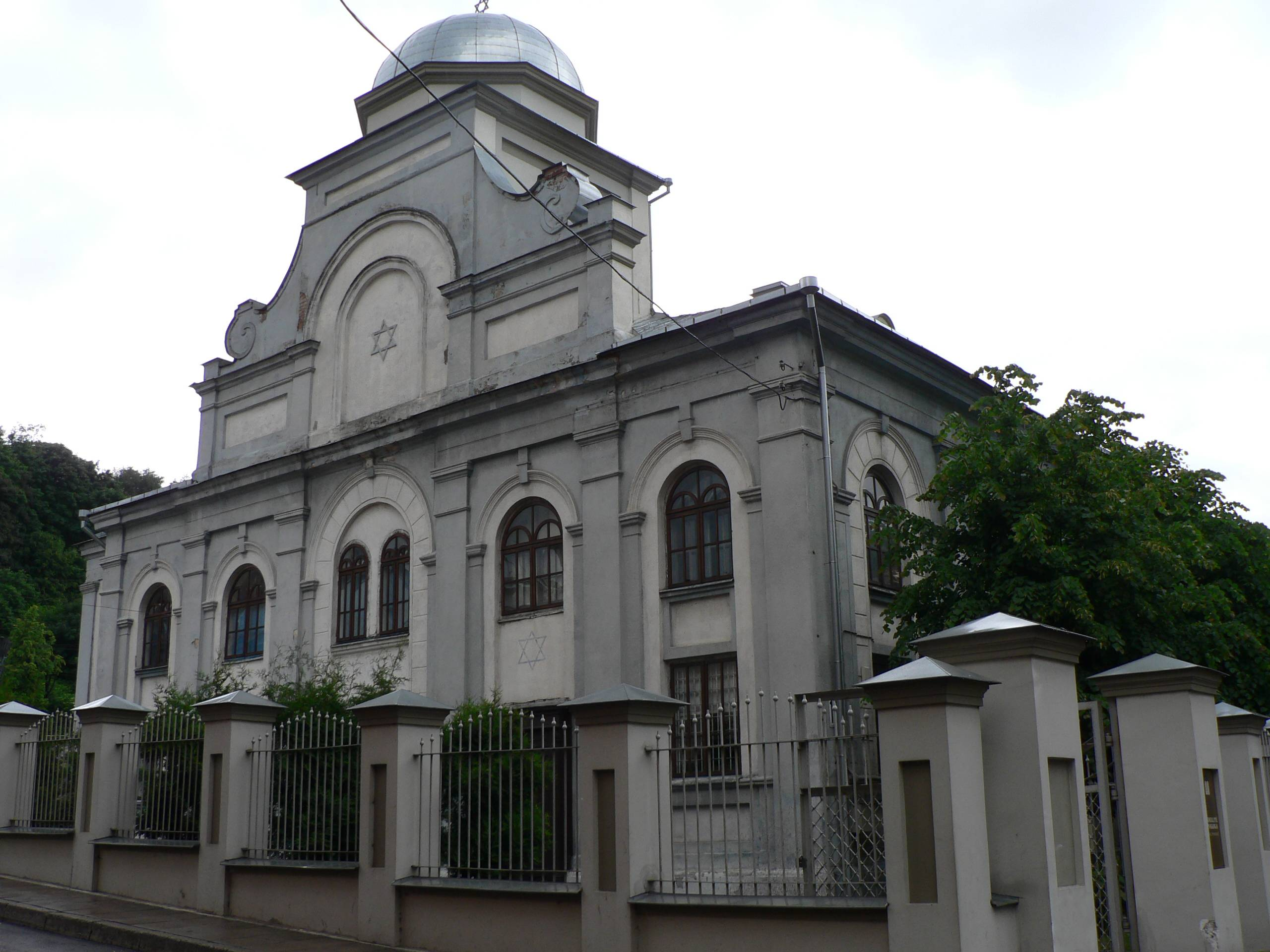
Widok ogólny
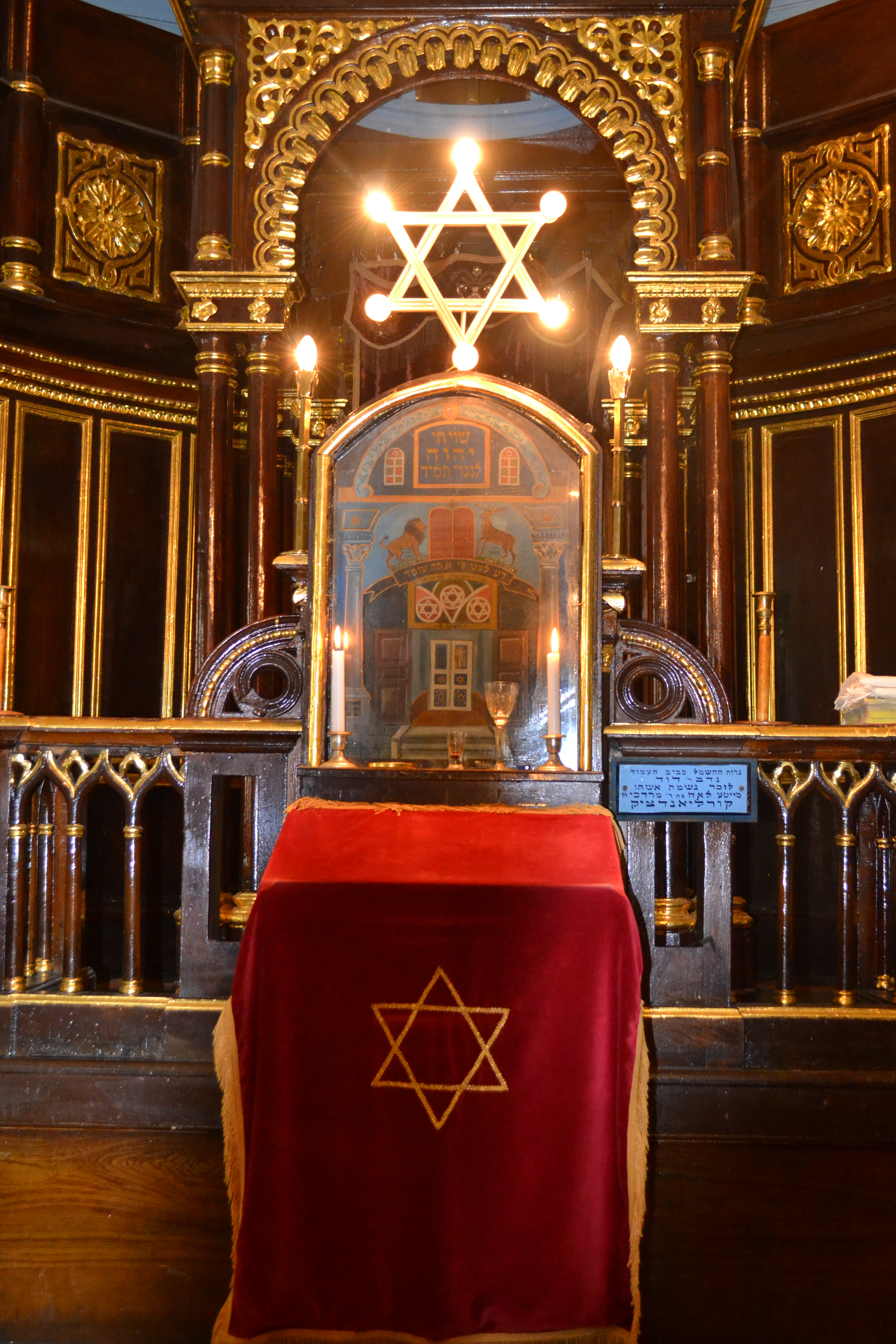
Szafa ołtarzowa i pulpit
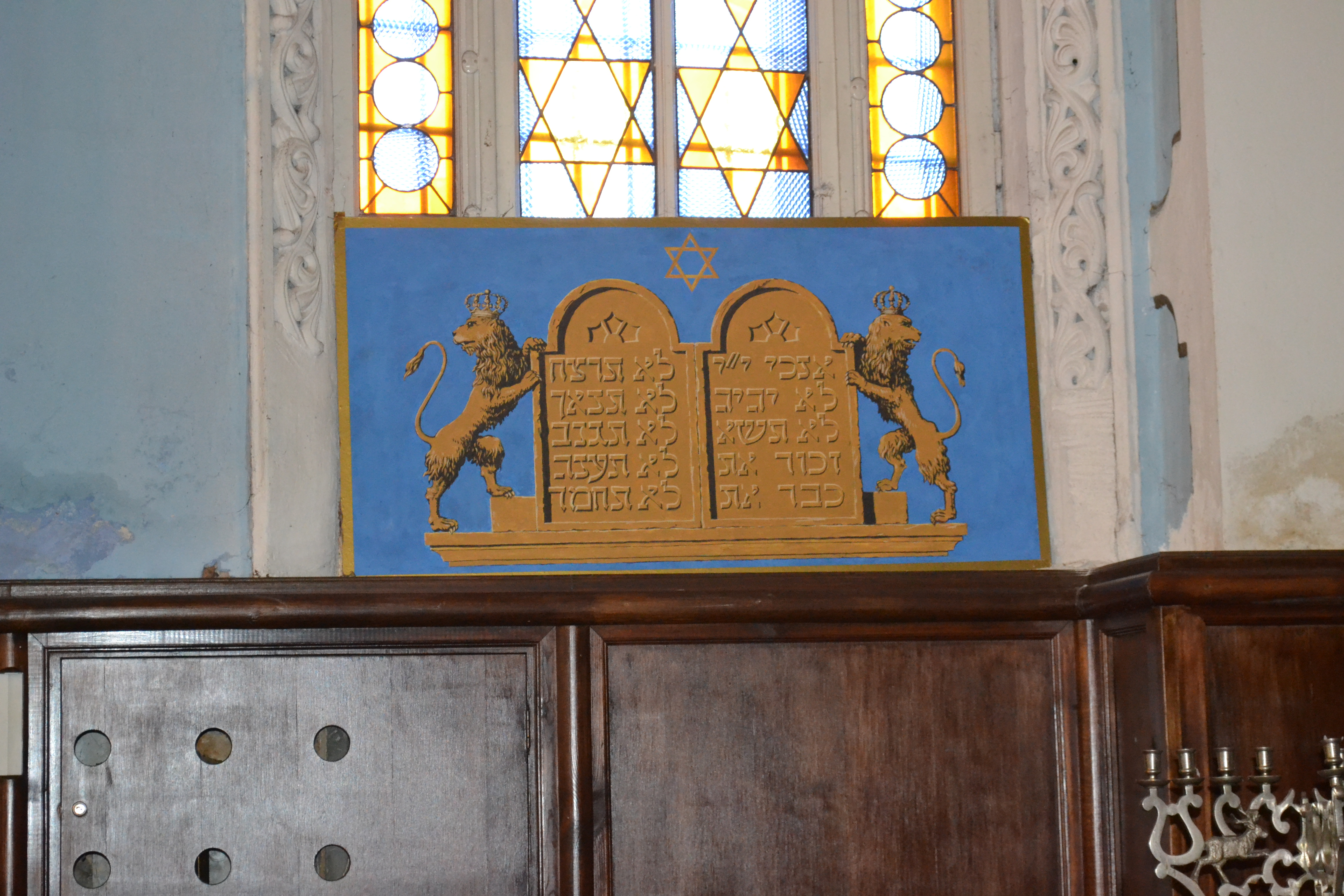
Dekalog
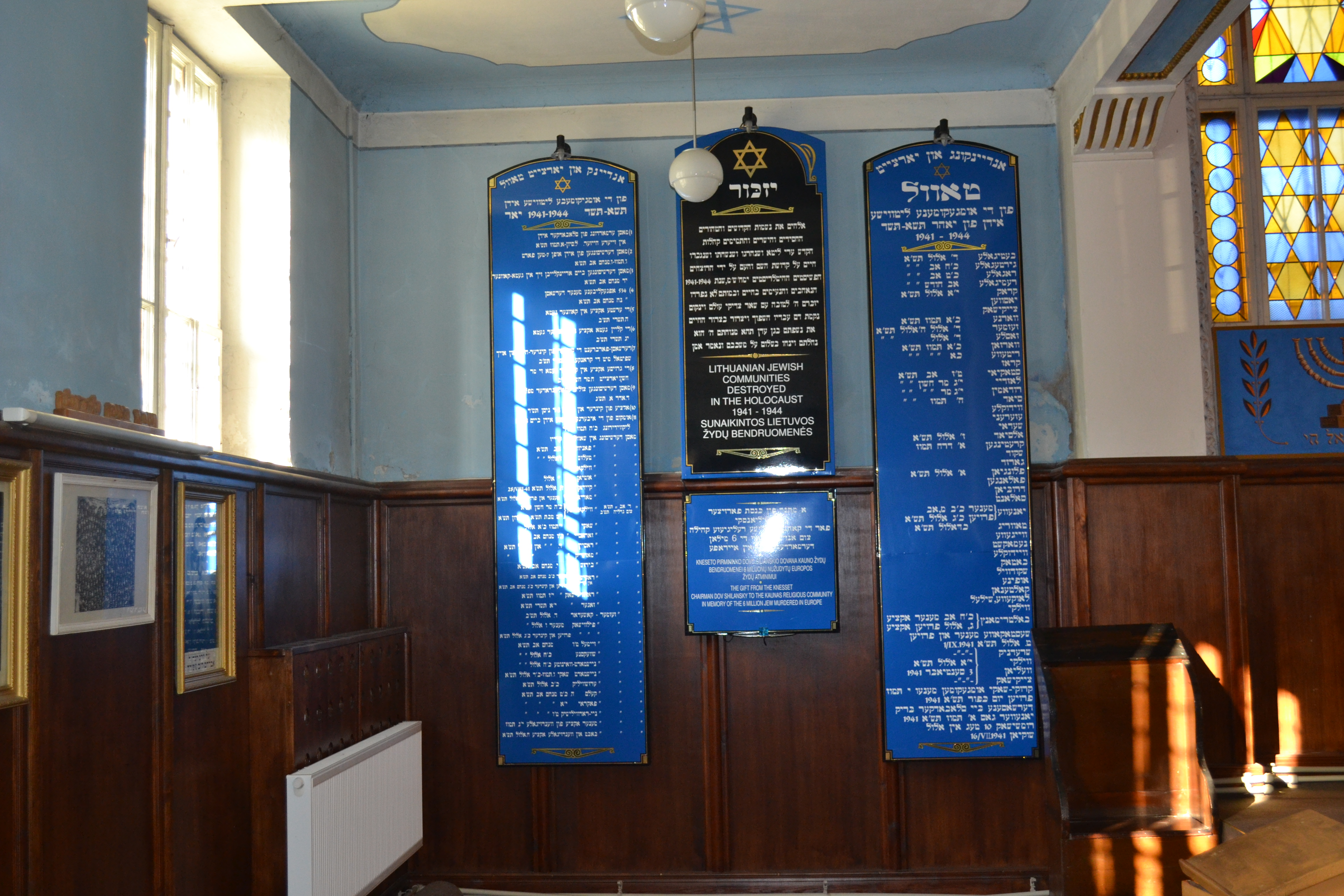
Tablice upamiętniające żydowskich żołnierzy poległych w I wojnie światowej oraz ofiary Holocaustu